# Questo amore/Anima
Questo amore/Anima è il trentaduesimo singolo dei Ricchi e Poveri, pubblicato dalla Fonit Cetra (catalogo SP 1674) nel 1978.

## Descrizione
Entrambi i brani sono arrangiati e orchestrati da Toto Torquati.
I testi sono scritti da Sergio Bardotti (sul lato A), Giampiero Scalamogna (sul lato B) ed Ezio Maria Picciotta, mentre le musiche sono composte da Mauro Lusini e Dario Farina.
Il brano sul lato A, Questo amore, fu presentato alla XXIII edizione dell'Eurofestival. Ricevette 53 punti, raggiungendo la 12ª posizione nella graduatoria della manifestazione.

## Tracce

### Lato A
1. Questo amore (Eurofestival 1978) – 4:19

### Lato B
1. Anima – 5:07

## Staff artistico
- Ricchi e Poveri (Angela Brambati, Angelo Sotgiu, Franco Gatti, Marina Occhiena) – voci
- Toto Torquati – arrangiamenti e direzione orchestrale